# Jožef Anton Demšar
Jožef Anton Demšar (tudi Dembscher ali Demscher) slovenski pravnik in pedagog, * 21. januar 1709, Idrija, † 29. marec 1770, Dunaj.

## Življenjepis
Demšar je doktoriral na dunajski pravni fakulteti ter postal dvorni in sodni odvetnik na Dunaju. Po letu 1736 je postal profesor pravnih določb iz starih rimskih zakonikov (pandéktov /v zakonodaji cesarja Justinijana zbrani izvlečki iz del rimskih pravnikov iz drugega in tretjega stoletja n. št.) na isti fakulteti.

## Delo
Demšar je leta 1745 izdal obsežno knjigo v dveh delih Splošne osnove rimskega pravoznanstva (Genuina jurisprudentiae Romanae fundamenta), ki je prvo tako sistematično delo kakega slovenskega pisca.